# Communauté de communes Lure Vançon Durance
Die Communauté de communes Lure Vançon Durance war ein französischer Gemeindeverband mit der Rechtsform einer Communauté de communes im Département Alpes-de-Haute-Provence in der Region Provence-Alpes-Côte d’Azur. Sie wurde am 30. Mai 2005 gegründet und umfasste sechs Gemeinden. Der Verwaltungssitz befand sich im Ort Salignac.
Am 1. Januar 2017 wurde der Gemeindeverband mit der Communauté de communes de la Vallée du Jabron zur neuen Communauté de communes Jabron-Lure-Vançon-Durance zusammengeschlossen.

## Mitgliedsgemeinden
1. Aubignosc
2. Châteauneuf-Val-Saint-Donat
3. Montfort
4. Peipin
5. Salignac
6. Sourribes